# 明德利特根
明德利特根是德国莱茵兰-普法尔茨州的一个市镇。总面积8.19平方公里，总人口650人，其中男性329人，女性321人（2011年12月31日），人口密度79人/平方公里。